# Dunbartonshire

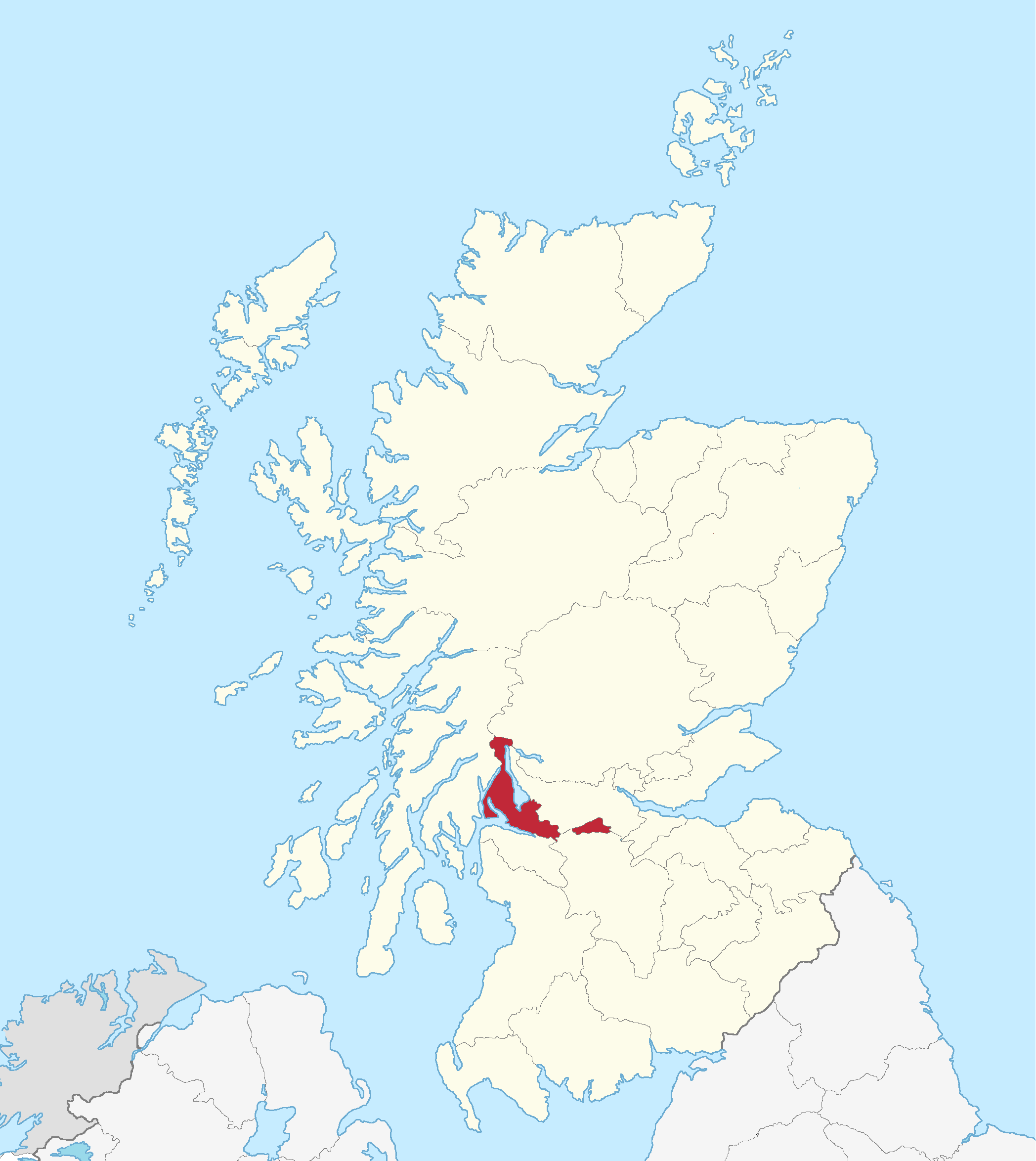
Lage von Dunbartonshire in Schottland

Dunbartonshire (schottisch-gälisch Siorrachd Dhùn Bhreatainn) ist eine der traditionellen Grafschaften von Schottland, gelegen am Nordufer des Clyde. 

## Lage
Städte in Dunbartonshire sind Dumbarton, Kilmarnock, Tarbet, Luss und Renton. Außerdem umfasst die Region Loch Lomond und Loch Long. Im Osten grenzt Dunbartonshire an Stirlingshire und Perth, im Süden an Lanarkshire und Renfrewshire, im Westen an Argyleshire und Loch Loung. Die Nordwest-Südost-Ausdehnung beträgt etwa 65 km.
Die höchsten Berge sind Ben Vorlich (etwa 940 m) und Ben Vane (etwa 915 m).

## Verwaltungsgeschichte
Verwaltungssitz und, trotz heute anderer Schreibweise, namensgebender Ort war die Stadt Dumbarton. Zur Grafschaft gehörte eine östlich gelegene Exklave mit den Städten Kirkintilloch und Cumbernauld. Die freie Stadt Dumbarton liegt an der Einmündung zwischen den Flüssen Clyde und Leven. Den Status einer Royal Burgh erhielt sie 1221 von Alexander II.
Als Verwaltungsgrafschaft bestand Dunbartonshire zwischen 1890 und 1975 und ging dann in der Region Strathclyde auf. Seit 1996 ist das Gebiet von Dunbartonshire im Wesentlichen in die Council Areas East Dunbartonshire und West Dunbartonshire gegliedert. Der westliche Teil der traditionellen Grafschaft zwischen Loch Lomond und Loch Long gehört zur Council Area Argyll and Bute. Dunbartonshire ist heute noch eine der Lieutenancy Areas von Schottland.